# Década de 790
Séculos: (Século VII - Século VIII - Século IX)
Décadas: 740 750 760 770 780 - 790 - 800 810 820 830 840
Anos: 790 - 791 - 792 - 793 - 794 - 795 - 796 - 797 - 798 - 799